# Gloria Aura

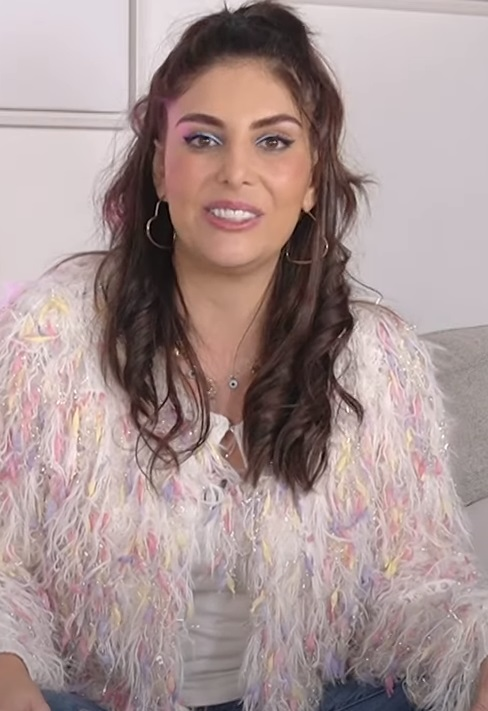
Gloria Aura, 2022

Gloria Aura Campos Gutiérrez (* 28. Juni 1985 in Mexiko-Stadt) ist eine mexikanische Schauspielerin und Sängerin.

## Leben
Gloria Aura stand bereits als Kind in dem 1992 uraufgeführten mexikanischen Film Luchadores de las estrellas vor der Kamera. Fünf Jahre später kam sie in der Fernsehserie La hora de los chavos zum Einsatz.
Im Teenageralter war sie zunächst mehrere Jahre als Sängerin aktiv und veröffentlichte zwischen 1999 und 2002 drei Musikalben, ehe sie 2005 ihre Schauspielkarriere mit einem Einsatz in der Fernsehserie Frecuencia fortsetzte.
In den Jahren 2010 und 2011 wirkte Gloria Aura in 85 bzw. 100 Episoden der Telenovelas Teresa und Esperanza del corazón mit. Nachdem sie in den folgenden Jahren nur gelegentlich vor der Kamera gestanden war und wieder im Musikgeschäft tätig gewesen war, spielte sie 2016 und 2017 in 124 Episoden der Fernsehserie Vino el amor.
Außerdem war sie in der Zwischenzeit als Bühnenschauspielerin im Theater tätig und ließ sich freizügig bekleidet für die Ausgabe Juli 2013 des mexikanischen Männermagazins Revista H ablichten.

## Filmografie (Auswahl)
- 2010: Teresa (85 Episoden, bis 2011)
- 2011: Esperanza del corazón (100 Episoden)
- 2016: Vino el amor (124 Episoden, bis 2017)

## Diskografie

### Albums
- 1999: Piensa En Mí
- 2001: Gloria Aura
- 2002: Inevitable

### Singles und EPs
- 2000: Ningunoo Como Tú
- 2014: Rueda Mi Mente
- 2015: Trampas De Luz